# Гиродон мерулиусовидный
Ги́родон мерулиусови́дный (лат. Boletinéllus merulioídes [syn.  Gyrodon merulioides]) — вид грибов, относящийся к семейству Boletinellaceae.
Синонимы:
- Boletinus merulioides (Schwein.) Coker & Beers, 1943
- Boletinus porosus (Berk.) Peck
- Boletus merulioides (Schwein.) Coker & Beers, 1948
- Boletus porosus Berk.
- Cantharellus olivaceus Schwein., 1832
- Daedalea merulioides Schwein., 1832basionym
- Gyrodon merulioides (Schwein.) Singer, 1938
- Merulius olivaceus (Schwein.) Kuntze, 1891
- Plicaturella olivacea (Schwein.) Murrill, 1910
- Serpula olivacea (Schwein.) Zmitr., 2001

## Биологическое описание
- Шляпка 4—12,5 см в диаметре, в молодом возрасте выпуклая, с подвёрнутым краем, затем вдавленная или почти воронковидная, с гладкой жёлто- красно- или оливково-коричневой поверхностью.
- Мякоть жёлтого цвета, в центре плотная. Запах и вкус отсутствуют.
- Гименофор трубчатый, тёмно-жёлтого или оливково-зелёного цвета, при повреждении медленно приобретает сине-зелёный оттенок.
- Ножка 2—5 см длиной, эксцентрическая, в верхней части одного цвета с трубчатым слоем, в нижней — черновато-коричневая.
- Споровый порошок оливково-коричневого цвета. Споры светло-жёлтые, 7—10×6—7,5 мкм, широкоэллипсоидной или почти шаровидной формы.
- Встречается одиночно или, чаще, небольшими группами. Встречается летом и осенью.
- Съедобен.